# 5 Brygada Zmechanizowana

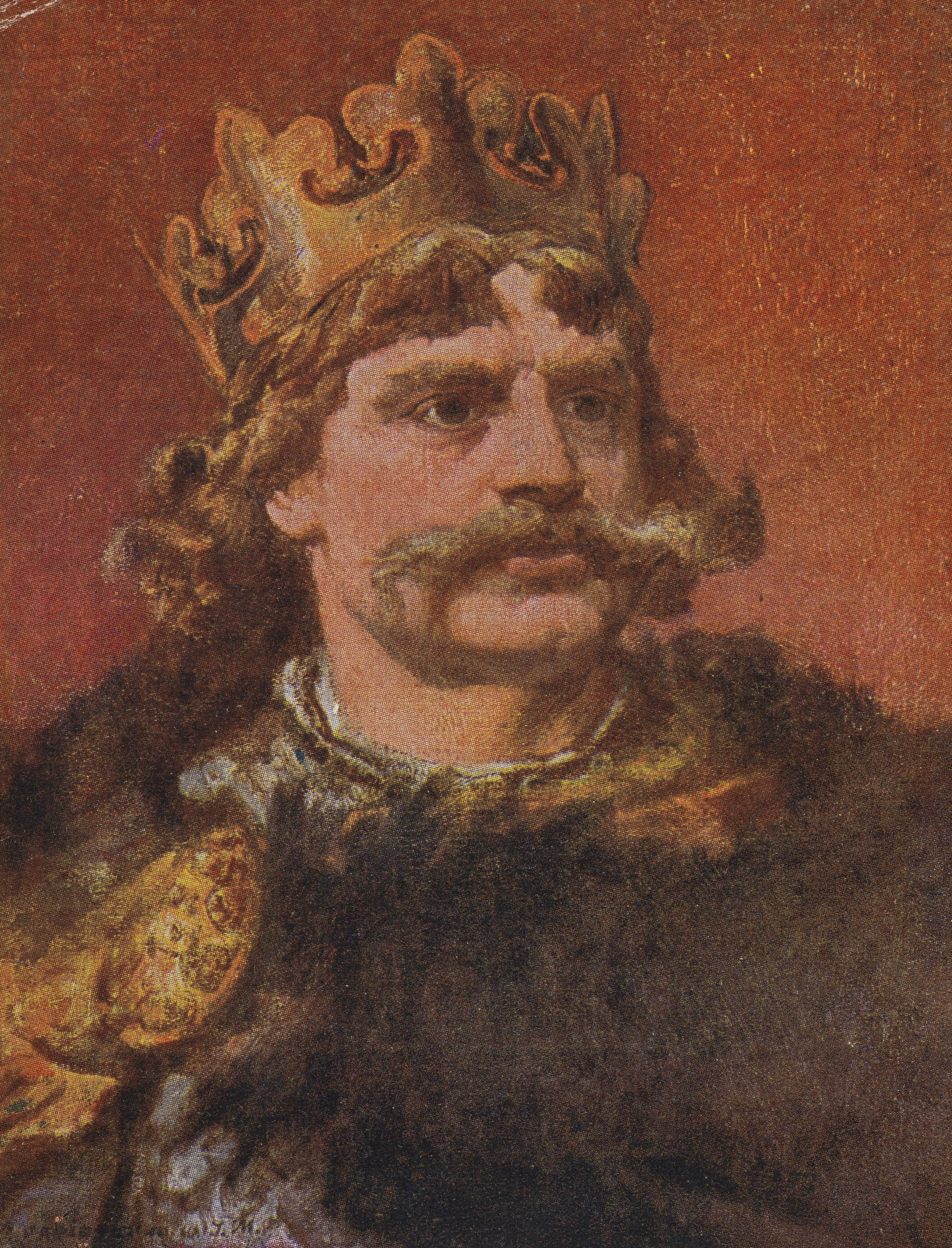
Bolesław Chrobry (mal. Jan Matejko)

5 Kresowa Brygada Zmechanizowana im. Króla Bolesława Chrobrego (5 BZ) – były związek taktyczny Sił Zbrojnych RP

## Formowanie i zmiany organizacyjne
Brygadę sformowano w 1998 na bazie dowództwa 5 Kresowej Dywizji Zmechanizowanej oraz 73 Pułku Zmechanizowanego. Brygada wchodziła w skład 4 Lubuskiej Dywizji Zmechanizowanej im. Jana Kilińskiego.
14 września 2001 roku podczas apelu na placu obok ruin fary, a związanego z likwidacją garnizonu Gubin jego dowódca płk Zbigniew Smok złożył gen. Kwiatkowskiemu meldunek o rozformowaniu 5 Kresowej Brygady Zmechanizowanej i 5 Kresowego Pułku Przeciwlotniczego. Tym samym polski garnizon, który powstał w 1952 roku, przestał istnieć.

## Żołnierze
Dowódcy:
- płk Zbigniew Smok[3]

## Struktura organizacyjna
- dowództwo i sztab
- batalion dowodzenia
- 3 bataliony zmechanizowane
- batalion czołgów „Ułanów Karpackich”
- batalion piechoty zmotoryzowanej
- dywizjon artylerii samobieżnej
- dywizjon artylerii przeciwpancernej
- dywizjon artylerii przeciwlotniczej
- kompania rozpoznawcza
- kompania saperów
- kompania zaopatrzenia
- kompania remontowa
- kompania medyczna

Uzbrojenie: bojowe wozy piechoty BWP-1, czołgi podstawowe T-72, haubice samobieżne 2S1 Goździk, armaty przeciwlotnicze ZU-23-2, opancerzone samochody rozpoznawcze BRDM-2

## Symbole brygady
Sztandar

21 sierpnia 2000 roku prezydent Aleksander Kwaśniewski nadał 5 BZ sztandar.
15 września 2000 roku wręczono brygadzie sztandar ufundowany przez Społeczny Komitet Fundacji Sztandaru kierowany przez burmistrza Gubina Lecha Kiertyczaka. Sztandar wręczył w imieniu prezydenta RP płk Marek Dukaczewski.
Sztandar brygady przekazany został do Muzeum Wojska Polskiego w Warszawie.
Opis sztandaru

Na głównej stronie płata sztandaru znajduje się krzyż kawalerski wykonany z czerwonej tkaniny. Pośrodku krzyża kawalerskiego w czerwonym kręgu znajdują się dwie gałązki wawrzynu ułożone w kształcie wieńca otwartego w górnej części haftowane złotym szychem. Pośrodku wieńca umieszczony jest wizerunek orła białego z głową zwróconą do drzewca, haftowany srebrnym szychem; korona, dziób i szpony orła haftowane złotym szychem.
Na odwrotnej stronie sztandaru znajduje się krzyż kawalerski pośrodku którego w czerwonym kręgu znajdują się dwie gałązki wawrzynu, ułożone w kształcie wieńca otwartego w górnej części, haftowane złotym szychem. Pośrodku wieńca umieszczony jest w trzech wierszach napis: BÓG – HONOR – OJCZYZNA, haftowany złotym szychem. Pomiędzy ramionami krzyża w rogach płata są umieszczone wieńce wawrzynu, a w nich herb miasta Lubska, herb Gubina, odznaka 5 Kresowej Dywizji Zmechanizowanej i Krzyż Jerozolimski.
Wykaz gwoździ honorowych
- Prezydent Rzeczypospolitej Polskiej
- Minister Obrony Narodowej
- Dowódca Wojsk Lądowych
- Szef Sztabu Generalnego WP
- Dowódca Śląskiego Okręgu Wojskowego
- Wojewoda Lubuski
- Dowódca 4 Lubuskiej DZ gen. bryg. Zbigniew Szura
  - Otella Szczepańska 5 KDP
  - płk rez. Lech Kamiński 5 KDZ
- Dowódca 5 Kresowej BZ płk Zbigniew Smok
- Przedstawiciel oficerów 5 KBZ – mjr Janusz Zaorski
- Przedstawiciel chorążych 5 KBZ – stchor. Piotr Witczak
- Przedstawiciel podofic. 5 KBZ – stsierż. Piotr Rzucidło
- Przedstawiciel szeregowych – st.szer. Daniel Łęgowik

## Ciekawostki
27 sierpnia 1999 roku odsłonięta została tablica pamiątkowa Pułku Ułanów Karpackich przed rejonem zakwaterowania 1 bcz.
28 sierpnia 1999 roku wręczono 1 bcz dowodzonemu przez mjr. Jana Rokosika sztandar ufundowany przez st. wachm. Czesława Jakubika ze Stanów Zjednoczonych.
15 września 1999 roku brygada podczas uroczystości przejęła replikę sztandaru 5 Kresowej Dywizji Piechoty, nazwy wyróżniającej „Kresowa” i tradycji 5 Dywizji Wojska Polskiego.

## Przekształcenia
19 Dywizja Zmechanizowana → 19 Dywizja Pancerna → 5 Saska Dywizja Pancerna → 5 Kresowa Dywizja Zmechanizowana → 5 Kresowa Brygada Zmechanizowana